# Алиев, Умар Баблашевич
Умар Бабалашевич Алиев (карач.-балк. Алийланы Баблашны джашы Умар; 18 (31) января 1911 год — 21 сентября 1972) — советский карачаевский филолог, первый на Северном Кавказе доктор филологических наук по тюркологии, один из основоположников Карачаево-Балкарского языкознания.

## Биография
Родился 18 (31) января 1911 года в ауле Ожаевский. Окончил Тебердинскую школу. После председатель ревкома выдал разрешение учиться в Баталпашинском педучилище. В 1924 году 13-летний Умар собрал нужные документы и отправился пешком в станицу Баталпашинскую. Там оформился на обучение. Как вырос, поступил на рабфак, сдал экзамены в индустриально-педагогический институт.
В 1934 году получил направление преподавать в Горский пединститут. Кроме того, преподавал в Музее горских народов, Среднеазиатском государственном университете, был деканом историко-филологического факультета Кабардино-Балкарского государственного университета.
Происходит из рода карачаевских узденей Алиевых